# 180 (singolo)
180 è un singolo del rapper italiano Random pubblicato il 16 giugno 2019.

## Tracce
1. 180 – 3:18